# Rozdymka sterczel
Rozdymka sterczel, sterczel (Lagocephalus lagocephalus) – gatunek morskiej ryby z rodziny rozdymkowatych (Tetraodontidae), w języku polskim określany nazwą nadymka (pod taką samą nazwą opisywano również Lagocephalus laevigatus).

## Zasięg występowania
Wody tropikalne i subtropikalne Atlantyku, Oceanu Indyjskiego i Pacyfiku. Spotykany w Morzu Śródziemnym i Morzu Czarnym. Najczęściej występuje na głębokościach do 100 m, rzadko 400–450 m.

## Charakterystyka
Dorasta do 60 cm długości i 3 kg masy ciała.

## Znaczenie gospodarcze
Żadne, ryba zaliczana do gatunków powodujących przypadki śmiertelnego zatrucia.